# Marxistisch-Leninistische Partij van Nederland
De Marxistisch-Leninistische Partij van Nederland (MLPN) was een zogenaamd maoïstische groepering die in 1970 werd opgericht door enkele leden uit het MLCN, nadat - naar later bleek BVD-agent - Peter Boevé uit het MLCN was gezet. Het bijzondere van de MLPN was dat het in werkelijkheid een mantelorganisatie was van de Binnenlandse Veiligheidsdienst, onder de codenaam Project Mongool (de FBI noemde het 'Operatie Rode Haring'). Deze informatie werd in 2004 onthuld in het boek In dienst van de BVD. Spionage en contraspionage in Nederland van voormalig BVD-medewerker Frits Hoekstra. Tezelfdertijd was Bouvé ook te zien in de NPS documentaire De Geheime Dienst (2004), waarin hij (onder schuilnaam en vermomd) uitgebreid over zijn activiteiten in China verhaalde. Meer details werden nog onthuld in het boek De Geheime Dienst, dat naar aanleiding van de documentaire werd gepubliceerd.
Met de partij werd geprobeerd contacten vanuit Nederland met China en Albanië te controleren. Ze kaapte een deel van de financiële steun uit China weg voor de echte maoïstische organisaties; in Albanië werd ze officieel als zusterpartij erkend. Een belangrijk persoon binnen de zogenaamde partij was BVD-agent Peter Boevé. Boevé reisde onder de valse naam 'Chris Petersen' regelmatig naar communistische landen als China, de Sovjet-Unie en Albanië, waar hij Mao, Chroesjtsjov en Hoxha ontmoette, die hem altijd met veel eer benaderden. De MLPN claimde 600 leden te hebben, maar had in werkelijkheid hooguit enkele tientallen leden, die van niets wisten. Ook had de MLPN een eigen blad, De Kommunist, dat volledig door BVD-medewerkers werd geschreven.
Begin jaren 80 stierf het maoïsme geleidelijk aan een langzame dood in Nederland, maar nog in 1989 gaf Boevé een verklaring die het neerslaan van de Tiananmenprotesten prees, kort daarna was hij terug in Beijing. Met het einde van de Koude Oorlog trok de BVD echter de stekker uit de partij. 
Na het bekendmaken van Boevés betrokkenheid in 2004 trad overtuigd maoïstisch medelid Paul Wartena (die al die tijd van niets zei te hebben geweten) ook in de media en verklaarde aan de Wereldomroep dat Boevé ook achter de Stichting Nederland-Albanië (die Hoxha steunde) en de Stichting Nederland-Kampuchea (die Pol Pot steunde) zat, organisaties die in lijn van de Chinese communistische partij handelden. De BVD was overigens ook geïnfiltreerd in de Rode Jeugd, waar ze hielp met het voorbereiden van aanslagen om geheime bronnen binnen de groep te beschermen. Deze aanslagen werden dan vervolgens weer verijdeld. Terwijl de BVD de Chinezen jarenlang in de maling wist te nemen, liepen pogingen via de MLPN inzicht te krijgen in de Nederlandse maoïstische beweging grotendeels op niets uit: vanaf het begin werd de MLPN in maoïstische kring gewantrouwd omdat ze nooit aan acties deelnam, geen zogeheten massawerk deed en in het blad De Kommunist voornamelijk Chinese en Albanese persberichten overnam. 